# Matt Graham (Pokerspieler)
Matthew „Matt“ Graham (* 26. Dezember 1983 in New Orleans, Louisiana) ist ein professioneller US-amerikanischer Pokerspieler. Er ist zweifacher Braceletgewinner der World Series of Poker.

## Persönliches
Graham stammt aus North Grosvenor Dale in Connecticut. Er machte eine vormedizinische Ausbildung, brach das College jedoch für seine Pokerkarriere ab. Graham lebt in Las Vegas.

## Pokerkarriere

### Werdegang
Graham spielte von Juli 2006 bis zum sogenannten „Black Friday“ im April 2011 online unter den Nicknames mattg1983 (PokerStars, Full Tilt Poker, Bodog sowie bwin) und mattgraham (UltimateBet sowie Absolute Poker). In dieser Zeit verzeichnete er Turniergewinne von knapp 2 Millionen US-Dollar und stand im Jahr 2007 zeitweise in den Top 10 des PokerStake-Rankings, das die erfolgreichsten Onlinepoker-Turnierspieler weltweit listet. Seit 2005 nimmt Graham auch an renommierten Live-Turnieren teil.
Im Juli 2006 war er erstmals bei der World Series of Poker (WSOP) im Rio All-Suite Hotel and Casino am Las Vegas Strip erfolgreich und belegte im Main Event den 319. Platz für rund 35.000 US-Dollar Preisgeld. Mit dem Gewinn eines Shootout-Turniers in der Variante Limit Hold’em bei der WSOP 2008 sicherte er sich sein erstes Bracelet sowie sein bis dahin höchstes Preisgeld von knapp 280.000 US-Dollar. Mitte Dezember 2008 siegte Graham beim Five Diamond World Poker Classic im Hotel Bellagio am Las Vegas Strip und kassierte dafür 320.000 US-Dollar. Im Juni 2009 gewann er sein zweites Bracelet mit dem Sieg bei der Weltmeisterschaft in der Variante Pot Limit Omaha. Dafür setzte er sich gegen 294 andere Spieler durch und räumte knapp 680.000 US-Dollar Preisgeld ab. Seitdem blieben größere Turniererfolge aus. Bei der WSOP 2010 erzielte der Amerikaner zwei Geldplatzierungen. Seine bis dato letzte Geldplatzierung erzielte er im Januar 2015.
Insgesamt hat sich Graham mit Poker bei Live-Turnieren mehr als 1,5 Millionen US-Dollar erspielt.

### Braceletübersicht
Graham kam bei der WSOP 13-mal ins Geld und gewann zwei Bracelets:
| Jahr | Buy-in (in $) | Turnier                            | Teilnehmer | Preisgeld (in $) |
| ---- | ------------- | ---------------------------------- | ---------- | ---------------- |
| 2008 | 01.500        | Limit Hold’em Shootout             | 823        | 278.180          |
| 2009 | 10.000        | World Championship Pot-Limit Omaha | 295        | 679.402          |